# سمك المنوة الأوراسي
سمك المنوة الأوراسي أو سمك المنوة الشائع هو نوع صغير من أسماك المياه العذبة من فصيلة سمك الشبوط Cyprinidae. وهو نوع من جنس Phoxinus. ينتشر في كل مكان في معظم أنحاء أوراسيا، من بريطانيا وإسبانيا إلى شرق سيبيريا، في الغالب في الأنهار الباردة (12-20 درجة مئوية (54-68 درجة فهرنهايت)) والبحيرات والبرك ذات الأكسجين الجيد. يشتهر بأنه نوع اجتماعي، يصطاد بأعداد كبيرة.

## وصف
سمك المنوة الشائع هو سمك صغير يصل أقصى طول إجمالي له إلى 14 سنتيمتر (5+1⁄2 بوصة)، ولكن عادة حوالي 7 سنتيمتر (3 بوصة) في الطول. لديه 3 أشواك و 6-8 أشعة لينة في زعنفته الظهرية مع 3 أشواك و 6-8 أشعة لينة في زعنفته الشرجية. وهي تتميز عن الأنواع المماثلة التي تحدث في أوروبا من خلال وجود خط جانبي يمتد عادة إلى ما وراء ناز الزعنفة الشرجية، من خلال خط من البقع الممتدة رأسيًا على طول الخط الجانبي لكل منها عمق يعادل 1/3-1/2 من عمق الجسم في نفس الموضع، وغالبًا ما تنصهر هذه البقع لتشكل شريطًا وسطيًا جانبيًا، ويكون للبطوق الذيلي عمق 2.6-3.1 مرة من طوله. الحراشف على الثدي مرقعة ويتم فصل بقع الحراشف من قبل مناطق غير متدرجة على الرغم من أنها نادرا ما تتصل من قبل 1-2 صفوف من الحراشف. يبلغ طول خطمه 29-34% من طول الرأس وهو 1.1-1.4 مرة قطر العين. الزعنفة الشرجية لها أصلها أمام قاعدة آخر شعاع ظهري. وتتكون الزعنفة الذيلية من 19 شعاعا ليِّنا. عادة ما يكون اللون الخلفي أخضر مائل إلى البني، ويتم فصله عن الجزء السفلي الرمادي المائل إلى البياض بواسطة الشريط الجانبي أو البقع الموصوفة أعلاه،

## توزيع
تم العثور على أسماك المنوة المشتركة في شمال أوراسيا من أيرلندا في الغرب وفي الشرق إلى صرف آمور وكوريا. في بريطانيا العظمى يحدث إلى 58 درجة شمالاً وفي إسكندنافيا وروسيا تقع حتى أقصى الأطراف الشمالية. في أوروبا الغربية الحد الجنوبي هو الغارون والرون الأعلى. وقد تم تسجيلها في مصارف الفولغا والأورال، وكذلك في بحيرة بلخاش وصرف سير داريا العلوي. تسجل الحالات الأخرى التي تتطلب تأكيدا لأن هذا النوع مشابه لعدد من الأنواع الأخرى. وفي اسكتلندا يعتبر من الأنواع الدخيلة غير المحلية، وربما يكون هذا هو الحال في أيرلندا. ويرجح أن تكون المقدمات قد حدثت في أماكن أخرى، بما فيها النرويج.

## الموطن
تم العثور على أسماك المنوة الشائعة في مجموعة واسعة من البيئات التي تحتوي على مياه باردة ومؤكسجة جيدا، وغالبا في syntopy مع السالمونيدات. وتشمل هذه الجداول الصغيرة مع تيارات سريعة، وفي الأجزاء الأكثر شمالا من نطاقها، والأنهار الكبيرة المنخفضة. كما أنها تعيش في المياه الساكنة المتنوعة مثل البحيرات الجبلية الصغيرة إلى البحيرات الكبيرة قليلة التغذية. ويتطلب التكاثر مناطق حصوية نظيفة في مياه متدفقة مشبعة بالأكسجين أو حيثما تنجرف الأمواج على شواطئ البحيرات. ويحتاج أيضا إلى برك عميقة ذات تيار منخفض ليقفز فيها، ويجب ان يكون لهذه البرك ركيزة خشنة يمكن ان تختبئ فيها الاسماك.

## السلوك

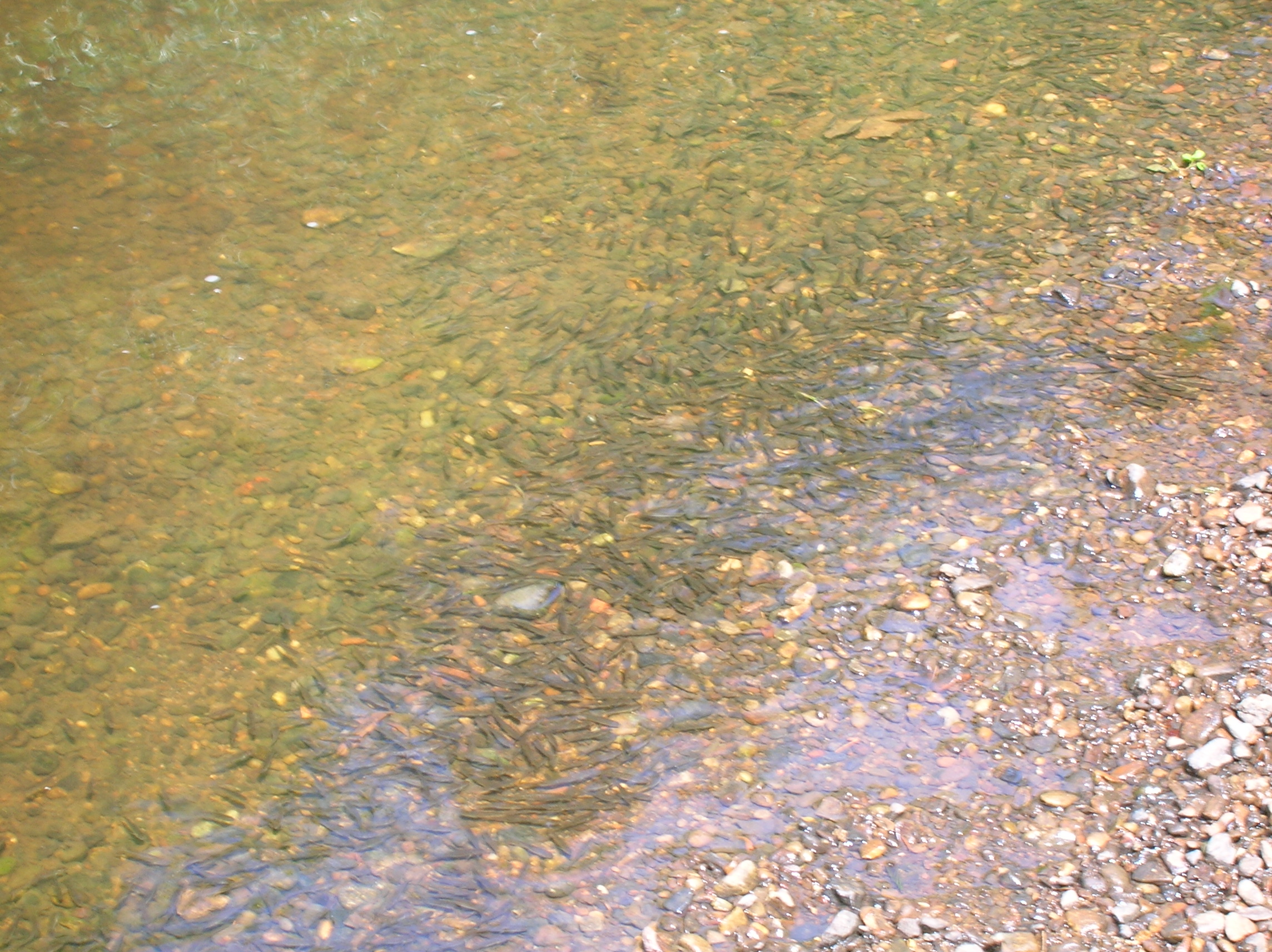
Minnows تتجول في المياه الضحلة في Eglinton Country Park في اسكتلندا

### الصيد البحري
يحدث الصيد البحري وسلوك أسماك المنوة الشائعة في وقت مبكر من تطورها، بمجرد أن تصبح قادرة على السباحة. ثم يزداد سلوك الانزلاق ويصبح مسيطرا بعد ثلاثة إلى أربعة أسابيع من ظهوره. يعود هذا السلوك بالنفع على أسماك المنوة الفردية من خلال تحسين تجنب الحيوانات المفترسة والبحث عن الطعام. ومع ذلك، هناك أيضا تكاليف المعيشة في مجموعات مثل زيادة التنافس على الغذاء وخطر العدوى. ويعدَّل سلوك اصطياد الجراد تبعاً لموقف مثل وجود الحيوانات المفترسة أو توافر الموارد.

### تجنب المفترس
يمكن تفسير تشكيل مجموعة أسماك المنوة المشتركة من خلال تأثير القطيع الأناني الذي اقترحه دبليو دي هاميلتون. وفقا لنظرية القطيع الأناني، تتشكل المجموعة عندما يحاول الأفراد الحد من مجال الخطر عن طريق الاقتراب من الآخرين والانتقال باستمرار نحو مركز المجموعة حيث خطر الافتراس هو الأدنى. وكما تتنبأ النظرية، فإن أسماك المنوة الشائعة تزيد من سلوكها كرد فعل لزيادة ضغط الافتراس.

#### مادة الإنذار
يمكن لأسماك المنوة الشائعة اكتشاف وجود الحيوانات المفترسة والتواصل مع رفاقها في البحر عن طريق إشارة كيميائية يتم اكتشافها من قبل الأعصاب الشمية. وهذه المادة الكيميائية، التي سماها كارل فون فريش (Karl von Frisch)، تيمنا بكلمة ألمانية معناها "تخشى المادة"، موجودة في خلايا جلدية متخصصة تدعى خلايا المادة المنذرة بالخطر وتطلق من سمك المنوة المصاب أو القاتل. يمكن لرفيقات الضحل اكتشاف المادة الكيميائية والاستجابة لزيادة خطر الافتراس.
إن إنتاج وإطلاق هذه المادة المنبهة أمر غير أناني لأن مرسل الإشارة، الذي لا يستفيد بشكل مباشر من الإشارة المنطلقة عند إصابتها، عليه أن يدفع تكلفة إنتاج وإطلاق المادة الكيميائية. وفي الواقع، ينخفض عدد خلايا المادة المنبه عندما تكون أسماك المنوة العادية في حالة بدنية سيئة بسبب ندرة الغذاء، مما يشير إلى وجود تكلفة أيضية لإنتاج الخلايا المتخصصة وصيانتها. والسلوك الإيثاري الظاهر غير مفهوم بوضوح، لأن التفسير المحتمل لاختيار الأقارب لا تدعمه البنية الضئيلة لأسماك المنوة المشتركة التي لا يرتبط فيها بالضرورة التزاوج البحري ارتباطاً وثيقاً.

#### التأقلم مع خطر الافتراس
عندما تستشعر أسماك المنوة العامة مادة الإنذار، فإنها تشكل أسرابًا أكثر ضيقًا حيث يتحرك الأفراد ليكونوا في الموقع المركزي في مجموعة صيد الأسراب الخاصة بهم. ومع ذلك، في تجربة حيث اعتادت أسماك المنوة المشتركة على المادة الكيميائية عن طريق التعرض المستمر.
وفي تجربة أخرى، لاحظ الباحثون أسماك المنوة الشائعة في بيئة شبه طبيعية ووجدوا أن سلوك صيد أسماك المنوة الشائعة يختلف اعتمادًا على تعقيد البيئة. وتميل أسماك المنّو إلى الاستجابة لتزايد خطر التعرض للافتراس عن طريق تكوين أسراب أكبر حجماً في موائل بسيطة بنيوياً وعن طريق تقليل معدل حركتها في الموائل المعقدة.

#### فحص المفترس
وعندما تقترب الحيوانات المفترسة المحتملة من المياه الضحلة، تخاطر بعض الاسماك الصغيرة الشائعة بالاقتراب من الحيوانات المفترسة لتتفقدها وتقييم خطرها. يزيد سلوك التفتيش المفترس من خطر التعرض للهجوم والتهام المفترس، ولكن هذا السلوك مفيد للمفتشين حيث أن أسماك المنوة الأكثر يقظة تتفاعل بسرعة أكبر مع هجوم المفترس. من المتوقع أن تتعرف أسماك المنوة الشائعة على الحيوانات المفترسة من خلال مظهرها. في تجربة، تفقد أسماك المنوة العادية نموذج واقعي المظهر من الرمح، أحد المفترسات الرئيسية لأسماك المنوة، ونموذج اسطوانة بسيطة. وقد أظهرت أسماك المينّو الشائعة مستوى مرتفعًا من اليقظة، مثل معدل التغذية المنخفض والتزلّج المتكرر بعد زيارتها للنموذج الواقعي، لكنها سرعان ما اعتادت على النموذج البسيط واستأنفت البحث عن الطعام حتى بالقرب من النموذج.
بالإضافة إلى التعرف على المفترسات من خلال مظهرها، يمكن لأسماك المنوة الشائعة أن تستجيب لدافع المفترسات للهجوم. في تجربة، قامت أسماك المنوة العادية بتفتيش رصيف شمالي خلف قسم واضح على فترات منتظمة حتى حاولت أسماك المنوة مهاجمة أسماك المنوة. وقد اختلفت ردودهم بحسب وقت زيارتهم. كان أفراد مينو الذين عاينوا الرصيف قبل الهجوم مباشرة أكثر انزعاج من أولئك الذين عاينوه قبل الهجوم بوقت طويل. وتبين هذه الملاحظة أن أسماك المنوة يمكنها أن تكتشف عدوانية المفترس الوشيكة ودوافعه إلى الهجوم.

#### اختلافات في أنشطة مكافحة الضواري
تظهر مجموعات مختلفة من أسماك المنوة المشتركة درجات متفاوتة من أنشطة مكافحة الافتراس. عادة ما تظهر أسماك المنوة الشائعة من السكان في المناطق عالية الافتراس تفتيشًا مفترسًا أكثر كثافة من تلك الموجودة في المناطق منخفضة الافتراس. وهم يميلون إلى بدء التفتيش في وقت أبكر، وتشكيل مجموعة أكبر من المفتشين، وزيادة وتيرة التفتيش، وتقليل الاقتراب من المفترس.
بعض مكونات أنشطة مكافحة المفترسات موروثة، كما هو مبين في الظهور المبكر لسلوك الصيد البحري في أسماك المنوة غير الناضجة المعملية. يمكن أن تنشأ المستويات المختلفة من تفتيش المفترسات وسلوك صيد الأسماك الضارية استجابة لوجود المفترسات في أسماك المنوة التي تربى مختبريًا على الرغم من عدم وجود أي خبرة لديها مع المفترسات. وسلوكياتهم المضادة للافتراسات مشابهة نوعيا وكميا لنظرائهم الذين يتم اصطيادهم من البرية. يتم تعديل السلوكيات المضادة للافتراس من خلال التجربة المبكرة للحيوانات المفترسة. ويزيد التعرض المبكر للضواري من معدل التفتيش ومن احتمال الصيد البحري.

### البحث عن العلف
يحسن سلوك صيد الأسماك من نجاح البحث عن الطعام، لأن الطلب على الأنشطة المضادة للافتراس يقل لكل فرد ولأن المزيد من الأفراد الذين يفحصون الطعام يؤدي إلى الكشف أسرع. وعموما، تقوم مجموعة كبيرة من الأسماك بتحديد أماكن الغذاء بشكل أسرع، وهو ما تأكد أنه ينطبق على أسماك المنوة المشتركة.

#### الإعتراف الفردي والإختيار السطحي
التعرف الفردي واختيار الأسماك البحرية تحرير أسماك المنوة المشتركة لا تختار عشوائيا رفيقات الأسماك للبحث عن الطعام. وهي تميل إلى الارتباط بشركاء مألوفين في صيد الأسماك وتفضل تكوين أسوار مع منافسين فقراء للحصول على الغذاء، مما يشير إلى أنها تستطيع التعرف على الأنواع الفردية من الأسماك المناعية. ومن المفيد أكثر أن تسرب المياه الضحلة مع المنافسين الفقراء لأنه في حين أن البحث الجماعي عن الطعام يساعد في البحث عن الطعام، فإنه يؤدي أيضًا إلى المنافسة على الطعام بين زملاء الصيد الضحل. تميل أسماك المنوة العامة إلى الارتباط مع شركاء الصيد البحري المألوفين، ولكن يمكن تشكيل تحالفات جديدة عندما تجتمع مجموعات مختلفة. في تجربة تم فيها إدخال أسماك المنوة المشتركة من مجموعات مختلفة إلى بيئة مشتركة ومراقبتها، فقد ارتبطت بشكل أكبر بكثير مع الأفراد المألوفين من الأفراد غير المألوفين. واستمر التفضيل لمدة تصل إلى أسبوعين، ولكن بحلول الأسبوع الثالث، لوحظت أنماط ارتباط جديدة.

## تتوالد في الأسر
تتكاثر أسماك المنوة الأوراسية جيدًا في أحواض المياه العذبة الباردة، ولكن نادرًا ما يتم بيعها كأسماك حوض أسماك. فهي تحتاج إلى إمدادات جيدة من الأكسجين (بعض فقاعات الهواء تفعل ذلك بشكل جيد)، وتيار معقول (والذي تقدمه الفقاعات عادة إذا كانت قوية جيدة)، وقاع حصوي. ليس من الواضح أي حجم يعمل بشكل أفضل على الرغم من صغر الحجم (0.5 سنتيمتر (3⁄16 بوصة) لكل منهما) يعمل بشكل جيد. المياه النظيفة تساعد وكذلك الحياة النباتية وظروف أحواض السمك ذات الجودة العامة. يبدأ التكاثر في أواخر شهر مايو عندما تصبح الأسماك أكثر نشاطًا بشكل ملحوظ، ويبدأ لونها في التغير. الإناث لا يغيّرن ألوانهن كثيراً، بل يغيّرن شكل أجسادهن، في الواقع تبدو الألوان تتلاشى إذا حدث شيء ما عدا الزعانف التي تصبح حمراء أكثر قليلاً. ويصبح جسمها أكثر عمقًا نحو البطن، وهي المنطقة التي تبدأ أيضًا في الانتفاخ. على الرغم من أن التغيرات في الإناث صغيرة، إلا أن التغيرات في الذكور كبيرة. أولا وقبل كل شيء، يصبح الاختلاف في ظلال الألوان على الأسماك أقوى (يصبح الظلام أكثر قتامة والضوء أكثر إضاءة)، كما تصبح الزعانف والحنجرة وبعض المناطق الأخرى حمراء. وتقوى هذه الألوان كلما اقتربت الأسماك من التكاثر. يصبح الجسم أكبر حجمًا، وتصبح الخياشيم شاحبة جدًا مع بقع زرقاء فاتحة متقزحة نحو القاع والأسفل. وهذا يتناقض مع الجسم القاتم جدا الآن. في وقت لاحق تبدأ الحراشف في النصف السفلي من الجسم في البروز أكثر وتصبح مبطنة بالذهب قليلا. كل هذا يقوي بمرور الوقت جميع الزعانف، وخاصة الظهرية، تبدأ في الظهور أكثر؛ يحدث هذا في كلا الجنسين. تبدأ الذكور بمطاردة الإناث حولها، تفرك جانبيها ضدهم، وهذا يصبح مسعور جدا وعدواني تجاه التزاوج. يحدث التزاوج عندما يبلغ هذا السلوك ذروته حيث تقوم الأنثى بإطلاق البيض ويقوم الذكر بتخصيبه.
البيض المخصب يغوص بسرعة إلى القاع وإلى الحصى. وتبدأ الأسماك الأخرى في أكل البيض والقطف من الحصى للعثور عليهم. ثم يحرسهم الذكر بشراسة لفترة من الزمن. بعد أيام قليلة يفقس البيض ويخرج القلي ومن المهم للغاية أن يكون هناك غطاء نباتي كبير للقلي للاختباء فيه حيث أن الأسماك البالغة سوف تحاول أكلهم خاصة إذا لم يتم توفير ما يكفي من الغذاء الحي. وتتغذى هذه الحيوانات الصغيرة على كائنات حية صغيرة تدعى الطحالب. لزراعة نبات النشوة من أجل التغذي عليك فقط الحصول على مربى مربى من مياه البركة ووضعها في بعض الصوف القطني أو الموصلين لإخراج أي كائنات مفترسة أكبر مثل براغيث الماء الذي يأكل النشوة ويضيف القش إلى الماء. اتركها لبضعة أيام في غرفة خافتة الإضاءة في درجة حرارة الغرفة تقريبا. سيكون هناك العديد من النقاط البيضاء الدقيقة في الماء، والتي إذا تم النظر إليها تحت المجهر تكشف عن وجود العديد من أنواع الشفق بالملايين. ويمكن تغذية هذه إلى القلي عن طريق إضافتها إلى الخزان. وللحصول على المزيد، اضيفوا بعض الماء القديم الذي يحتوي على الرقائق إلى ماء الصنبور المغلي والمبرد مع القش وكرروا الاجراءات الأخرى. بينما ينمو القلي ويتغير نظامهم الغذائي عندما تصل إلى حوالي 1⁄2 بوصة (13 ملم) يمكن أن تتغذى على الكائنات الحية الصغيرة مثل برغوث الماء (daphnia) أو (cyclops). ويمكن الحصول عليها بسحب شبكة عبر المياه حيث يمكن رؤيتها أو يمكن شراؤها من تجار أحواض الأسماك. فقريبا ستأكل السمكة الطعام نفسه الذي تأكله السمكة البالغة وستنمو بسرعة.

## طب الغدد الصماء
الغدد الصماء يتم التحكم في تغيير لون الجلد من قبل مستقبلات ضوئية في عمق الدماغ. وقد أسهم ذلك إلى حد كبير في فهم التنشيط الضوئي لمختلف العمليات في الفقاريات -بما في ذلك، على سبيل المثال، الموسمية.